# تراکپی
ترا کپی (به انگلیسی: TeraCopy) ابزاری برای کپی کردن فایلها در سیستم عامل ویندوز است که می‌تواند جایگزین برنامه پیشفرض ویندوز برای کپی شود.

## قابلیت‌های نرم‌افزار
از جمله قابلیت های نرم‌افزار ترا کپی امکان نگه داشتن روند کپی فایل، خاموش کردن کامپیوتر پس از پایان کار، امکان اجرای پرونده پس از کپی هستند.

### سرعت
بر اساس آزمایشی که سافت پدیا در ۱۷ام آگوست ۲۰۰۷ انجام داده تراکپی فایل‌ها را در ویندوز اکس‌پی سریعتر از اکسپلورر ویندوز کپی می‌کند. در حالی که اکسپلورر ویندوز ویستا این کار را سریع تر از تراکپی انجام می‌دهد.

## اجازه‌نامه
تراکپی نرم‌افزاری رایگان است. نسخه پیشرفته آن نیز فروشی است و قابلیت‌های دیگری دارد. از جمله امکان تغییر ترتیب کپی، حذف گلچینی از فایل‌ها از کپی و قرار دادن پوشه‌هایی در فهرست برای دسترسی آسانتر.